# Buffières
 Buffières  es una población y comuna francesa, en la región de Borgoña, departamento de Saona y Loira, en el distrito de Mâcon y cantón de Cluny.

## Demografía
| 356 | 308 | 292 | 284 | 263 | 227 |
| Para los censos de 1962 a 1999 la población legal corresponde a la población sin duplicidades (Fuente: INSEE [Consultar]) |     |     |     |     |     |